# Telmatoscopus svaneticus
Telmatoscopus svaneticus és una espècie d'insecte dípter pertanyent a la família dels psicòdids que es troba a Europa: Geòrgia, Rússia i Abkhàzia.